# Cohete aéreo disparado adelante de 127 mm
El 5-inch Forward Firing Aircraft Rocket o FFAR (en castellano: Cohete Aéreo Disparado Adelante de 5 pulgadas) era un cohete usado por Estados Unidos desarrollado durante la Segunda Guerra Mundial para ser usado por aviones para atacar blancos terrestres y buques.

## Historia operacional
Los primeros FFAR fueron desarrollados por la Armada de Estados Unidos y se comenzaron a usar en junio de 1943. Estos tenían un diámetro de 3,5 pulgadas y usaban una ojiva no explosiva, dado que se habían diseñado con el propósito de ser usado como un cohete antisubmarino lanzado desde aviones, y funcionaban perforando el casco de los submarinos. Era lo suficientemente exacto para ser usado contra naves de superficie y blancos terrestres, pero estas misiones requerían una ojiva explosiva. Una ojiva antiaérea de 5 pulgadas fue instalada en un motor del cohete de 3,5 pulgadas, creando el FFAR de 5 pulgadas, que entró en servicio en diciembre de 1943. El desempeño de esta arma era limitado ya que debido al aumento de peso la velocidad del cohete era de aproximadamente de solo 780 km/h (485 mph). Para resolver esta limitación se desarrolló el High Velocity Aircraft Rocket o HVAR (en castellano: Cohete Aéreo de Alta Velocidad).